# يسار إنجيلي
يؤيد أعضاء اليسار الإنجيلي بشكل عام المبادئ الأساسية للاهوت الإنجيلي، مثل عقائد التجسد، والفداء، والقيامة، ويرون أيضًا الكتاب المقدس كسلطة أساسية في الكنيسة، وعلى عكس العديد من الإنجيليين، غالبًا ما يدعم ويستخدم أتباع اليسار الإنجيلي الانتقاد المعاصر للكتاب المقدس، وكذلك هم أكثر انفتاحًا لتفسيرات أكثر تقدمية للمعتقدات المسيحية.
غالباً ما يؤيد أعضاء هذا التوجه برامجًا سياسيةً تقدميةً، فالعديد منهم -على سبيل المثال- يعارضون عقوبة الإعدام، ويدعمون برامج الرقابة على السلاح والرعاية الاجتماعية، وفي كثير من الحالات، يكونون من دعاة السلام، وعلى الرغم من انتماء أعضاء اليسار الإنجيلي بشكل رئيسي إلى الطوائف الرئيسية، لكنهم غالبًا ما يتأثرون بشكل كبير بالتقاليد الاجتماعية لحركة تجديدية العماد الإصلاحية، وفي حين أن اليسار الإنجيلي مرتبط باليسار المسيحي الأوسع، فإن أولئك الذين ينتمون إلى الفئة الأخيرة لا يُنظر إليهم دائمًا على أنهم إنجيليون.
كان كتاب «الأقلية الأخلاقية: اليسار الإنجيلي في عصر المحافظة» لديفيد ر. سوارتز، أول تاريخ شامل لليسار الإنجيلي، وضّح فيه صعود هذه الحركة المنسية وتراجعها وإرثها السياسي.
فعلى الرغم من أن حركة اليسار الإنجيلي كانت نابضة بالحياة في أواخر القرن التاسع عشر، إلا أن ذلك تناقص بعد الخلافات الدينية في أوائل القرن العشرين، ولكنها عادت للظهور في الستينيات والسبعينيات.
فقد أيّد الإنجيليون التقدميون مبادئ مناهضة الحرب، والحقوق المدنية، ومناهضة النزعة الاستهلاكية، مثلما شددوا على الإخلاص العقائدي والجنسي.
كان اليسار الإنجيلي بالإضافة إلى تقدميته سياسيًا ومحافظته لاهوتيًا، متنوعًا بشكلٍ ملحوظٍ، إذ ضم مجموعات مثل سوجورنرز، وزمالة انترفارسيتي المسيحية، ومنظمة إنجيليين من أجل العمل الاجتماعي، وجمعية العدالة العامة.
يروي سوارتز جهود التقدميين الإنجيليين الذين وسعوا مفهوم الأخلاق من المستوى الشخصي إلى المستوى الاجتماعي، وأظهروا الطريق - من الناحية التنظيمية ومن خلال النشاط السياسي- إلى ما أصبح يمثل الحق الإنجيلي الأكبر والأكثر تأثيرًا.
وبحلول الثمانينيات، وعلى الرغم من أنهم شهدوا انتخاب جيمي كارتر -وهو أول رئيس من أتباع عقيدة الولادة الجديدة المسيحية، إلا أنّ الإنجيليين التقدميين وجدوا أنفسهم في الساحة السياسية، مُمَزَّقين بسياسات الهوية، ومُستَبعدين من حزب ديمقراطي متشكك يمين متدين عدائي.
وفي القرن الواحد والعشرين، ينظر الإنجيليون -من جميع الانتماءات السياسية والطائفية تقريبًا- إلى المشاركة الاجتماعية باعتبارها مسؤولية أساسية للمؤمنين، وهذه التحولات الدراماتيكية هي إرث مهم من اليسار الإنجيلي.